# Нуцал-ага-хан
Нуцал-ага-хан (1810 — 20 серпня 1836) — 7-й володар Газікумухського ханства, 3-й Кюринський хан, аварський нуцал у 1836 році.

## Життєпис
Син Аслан-хана. Народився 1810 року. 1812 року після укладання його батько договору про підданство мусив поїхати до Дербенту як аманат. Після цього відомості про нього доволі обмежені.
1836 року після смерті батька затверджений як правитель Кюрі, Газі-Кумуха та Аварії. Призначив намісником останньої свого брата Мухаммад Мірзу. Втім вже 20 серпня того ж року Нуцал-ага помер від якоїсь хвороби. Його володіння спадкував брат Мухаммад Мірза.